# 邓祖禹 (明朝)
邓祖禹（？—1633年），字又元，湖广蕲水（今湖北浠水）人，明朝将领。

## 生平
万历四十七年（1619年）中武進士，任沈阳守备。出战邓祖禹入阵多格杀后金兵，中箭坠地昏迷，半夜才苏醒，呼叫守城士兵入城，负箭如刺猬，受伤严重，所以告归养伤。崇祯初年（约1627年），起任宣府游击，召入保卫京师。副将申甫的部队覆灭，邓祖禹在卢沟桥遭遇后金军，殊死战斗，提升为涿州参将。上疏请求召见应对，没有被允许。入朝上书，声音很严厉，被御史弹劾入狱，然而皇帝很是采纳他的话。过了很久赦免出狱，任辰沅参将，擒获苗人叛军首领飞天王、张五保，斩首一千五百多，扫平了他们的巢穴。升至副总兵，管辖德安、黄州。在土壁山攻打农民军，把俘虏全部占为己有。当权的将领要弹劾他，请求征剿贼寇为自己赎罪。巡抚就命令他增援应城，带领七百人入城。农民军大量到来，包围数重。邓祖禹突围退守到西城外，环顾左右说：“吾受国厚恩，谊当血战以报皇上，突围得出，幸也，不则以死继之。复何言？”后又被农民军包围，军败被俘。农民军劝降，邓祖禹怒骂不屈。农民军言之再三，邓祖禹又骂说：“若此，须换郤肝心。”变民笑说：“换不难。”被挖出心肝而死。